# جامعة محافظة أيشي
جامعة محافظة أيشي (باليابانية: 愛知県立大学 Aichi kenritsu daigaku) هي جامعة عامة تقع في مدينة ناغاكتي في اليابان تأسست في عام 1947 ككلية ثم أصبحت جامعة في عام 1966.

## روابط إضافية
موقع الجامعة الرسمي